# Oran (Missouri)
Oran és una població dels Estats Units a l'estat de Missouri. Segons el cens del 2000 tenia 1.264 habitants.

## Demografia
Segons el cens del 2000, Oran tenia 1.264 habitants, 507 habitatges, i 353 famílies. La densitat de població era de 464,8 habitants per km².
Dels 507 habitatges en un 35,1% hi vivien nens de menys de 18 anys, en un 55,4% hi vivien parelles casades, en un 11% dones solteres, i en un 30,2% no eren unitats familiars. En el 27,2% dels habitatges hi vivien persones soles el 19,7% de les quals corresponia a persones de 65 anys o més que vivien soles. El nombre mitjà de persones vivint en cada habitatge era de 2,49 i el nombre mitjà de persones que vivien en cada família era de 3,02.
Per edats la població es repartia de la següent manera: un 27,5% tenia menys de 18 anys, un 8,2% entre 18 i 24, un 26,9% entre 25 i 44, un 20,5% de 45 a 60 i un 16,9% 65 anys o més.
L'edat mediana era de 35 anys. Per cada 100 dones de 18 o més anys hi havia 81,9 homes.
La renda mediana per habitatge era de 28.750 $ i la renda mediana per família de 36.985 $. Els homes tenien una renda mediana de 28.185 $ mentre que les dones 17.500 $. La renda per capita de la població era de 13.487 $. Entorn del 12,4% de les famílies i el 14,9% de la població estaven per davall del llindar de pobresa.

## Poblacions més properes
El següent diagrama mostra les poblacions més properes.